# Schlotheimia illecebra
Schlotheimia illecebra är en bladmossart som beskrevs av W. P. Schimper och Bescherelle 1880. Schlotheimia illecebra ingår i släktet Schlotheimia och familjen Orthotrichaceae. Inga underarter finns listade i Catalogue of Life.